# Dollarauktion

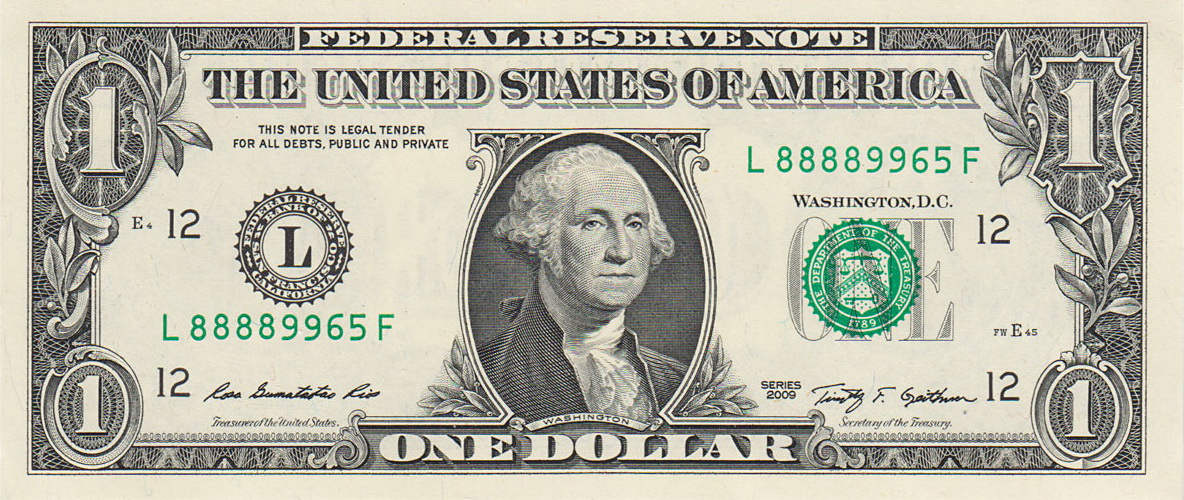
US-Dollar-Banknote

Die Dollarauktion, auch allgemein Eskalationsauktion genannt, ist ein von Martin Shubik entwickeltes Spiel, das durch sein Spielprinzip die Teilnehmer irrational handeln lässt, obwohl sie eigentlich alle notwendigen Informationen haben, um sich rational zu verhalten. Somit wird durch dieses Spiel die Anwendbarkeit der "Theorie der rationalen Entscheidung" in Bezug auf menschliches Verhalten infrage gestellt. Der Inhalt dieses Spiels ist die Auktion eines US-Dollars.

## Spielprinzip
Ein Auktionator bietet zwei oder mehr Bietern einen Dollar zur Auktion an. Der erste Bieter gibt ein Gebot für den Dollar, z. B. 1 Cent, ab. Der nächste Bieter kann mehr als der vorherige oder gar nichts bieten. Die Auktion endet, wenn kein Bieter das Gebot seines Vorgängers mehr erhöht. Der Bieter mit dem höchsten Gebot bekommt den Dollar. Dieser Sieger und der Teilnehmer mit dem zweithöchsten Gebot zahlen ihren jeweils gebotenen Betrag an den Auktionator.

## Ablauf
In der Regel läuft die Auktion wie folgt ab:
Die Teilnehmer überbieten sich um einige Cent, um sich den Dollar zu sichern. Die Gebote steigen bis zum Erreichen der Ein-Dollar-Grenze, denn ein siegreiches Gebot von 99 Cent bringt noch einen Gewinn.
Interessant ist der dann folgende Verlauf. Die Auktion stoppt zumeist nicht beim Erreichen des Ein-Dollar-Gebots. Die Gebote steigen im Durchschnitt bis 3,40 Dollar. Diese für die Bieter finanziell nachteilige Eskalation lässt sich mit einer kurzsichtigen Entscheidung, das heißt einer, die nur die nächsten Spielzüge, nicht alle Spielzüge bis zum Ende des Spiels in Betracht zieht, erklären:
Angenommen es gibt zwei Bieter A und B und das aktuelle – nicht erste – Gebot von A beträgt 99 Cent. B, mit dem zweithöchsten Gebot von z. B. 98 Cent, steht vor der Wahl, kein weiteres Angebot abzugeben und mit Sicherheit 98 Cent zu verlieren oder einen Dollar zu bieten und sich die Chance zu erhalten, die Auktion und damit den Dollar zu gewinnen. In der Regel bietet B einen Dollar. Würde A jetzt nicht weiter bieten, so wäre er zum Zahlen seines letzten Gebotes von 99 Cent verpflichtet. Bietet er aber 1,01 Dollar und B gäbe kein weiteres Angebot ab, bekäme A den Dollar und verlöre nur einen Cent. Bei der Wahl zwischen einem sicheren Verlust von 99 Cent und einem unsicheren, kleineren Verlust wählen die meisten Teilnehmer die zweite Variante und bieten folglich 1,01 Dollar. Nun steht B vor der Wahl, mit Sicherheit einen Dollar zu verlieren oder mehr zu bieten, um sich die Aussicht auf einen kleineren Verlust zu erhalten.
Im Laufe des Spiels wird der Verlust für beide Spieler immer größer. Ab einer bestimmten Phase tritt der Gewinn bzw. die Höhe des Verlusts in den Hintergrund und es geht dann darum, die Versteigerung zu gewinnen und nicht mehr um die Auszahlung an sich. Die Gegner beginnen, sich gegenseitig irrationales Handeln vorzuwerfen. Das Spiel zeigt den Charakter einer Eskalation. Man will nicht der Narr sein, der verliert.

## Gegenstrategien
Eine Möglichkeit, eine Eskalation zu verhindern und den Bietenden einen Gewinn zu bescheren, ist Zusammenarbeit. Diese setzt voraus, dass eine Absprache vor oder während der Auktion möglich ist und erfolgt. Diese Absprache kann beispielsweise so aussehen: Ein Teilnehmer bietet einen Cent und schlägt dem Rest der Spieler vor, den Gewinn zu teilen, sollten sie keine Gebote abgeben. In der Regel funktioniert dies nur bei einer geringen Anzahl von Bietern. 
Eine andere Möglichkeit ist, dass der erste Bieter ganz am Anfang 99 Cent bietet. Für einen folgenden Bieter ist "kein Gebot" dann eine schwach dominante Strategie. Der erste Bieter hat dann einen Cent als Gewinn. Wenn allerdings jemand doch weiterbietet, kommt man in die entsprechende schon angegebene Falle. In der Zwei-Bieter-Auktion wird diese Falle umgangen, wenn das erste Gebot genau ein Dollar beträgt. Der Gewinn beträgt dann zwar null, aber "kein Gebot" ist dann für jeden anderen Bieter eine strikt dominante Strategie.
Eine weitere Möglichkeit ist, an dem Spiel nicht teilzunehmen, wobei man so aber nichts gewinnen kann.